# Караулов Андрій Вікторович
Андрій Вікторович Караулов (нар. 10 вересня 1958, Калінінград, Московська область) — радянський і російський журналіст, прокремлівський пропагандст, телеведучий, блогер. Найбільш відомий як автор і ведучий публіцистичних програм «Момент істини» (1992—2016) і «Русский век» (1998—2006), що в різний час транслювалися російськими телеканалами. Президент ТОВ «Телевізійна корпорація „Момент істини“». Лауреат телевізійної премії «ТЕФІ» (1995).

## Біографія
Народився в підмосковному Калінінграді (нині місто Корольов) Московської області.
У 1976 році працював різноробочим заводу «Салют» в Москві.
У 1981 році закінчив факультет театрознавства ГІТІСу ім. А. В. Луначарського. Кандидат мистецтвознавства.
З 1982 р по 1983 р — служба в театрально-армійській команді.
З 1983 р по 1985 р — редактор журналу «Театральная жизнь».
З 1985 по 1988 — завідувач відділом гумору журналу «Огонек».
З 1988 р по 1990 р — працює в альманасі «Наша спадщина». Друкувався в газеті «Советская Россия».
З 1990 р — завідувач відділом журналу «Родина».
У 1991 р — завідувач відділом літератури та мистецтва «Независимой газеты».
З 1992 по 2016 рік — автор і ведучий програми «Момент істини».
У 1992—1997 роках «Момент істини» виходив на каналі РТР. У 1997 році вступив в конфлікт з головою ВГТРК Миколою Сванідзе та його заступником Михайлом Лесіним, в результаті якого «Момент істини» зняли з ефіру.
У 1998—2006 роках — автор і ведучий програми в форматі інтерв'ю «Русский век» на телеканалі НТВ, потім на телеканалі ТВЦ.
Також вів програми «Крадене повітря» і «Російські люди» на телеканалі ТНТ, «Навколо Кремля» на каналі REN-TV і «Національне надбання» на ТВЦ.
У 2007 році було порушено Слідчим комітетом Російської Федерації кримінальну справу про незаконне прослуховування, в тому числі Караулова.
12 листопада 2013 року на програмі «Спеціальний кореспондент» — «Лицедії» з Аркадієм Мамонтовим, журналістом телеканалу «Росія-1», вступив в дискусію з редактором газети «The Moscow Times» Майклом Бомом з США з приводу рівня розвитку Росії і США.
Автор політичних книг «Навколо Кремля» (друге видання книги вийшло в 2 томах у видавництві «Слово»). Перше видання книги «Навколо Кремля» вийшло в 1990 році і, на думку автора, мета цієї книги полягала в тому, щоб "через цикл діалогів показати, як протягом одного року жила і розвивалася суспільно-політична думка, куди і до чого йшли … "; «Русское солнце». Автор монографій «Театр, 1980-ті», «Олег Іванович Борисов», «Спрощений театр».
Автор документального 4-серійного фільму «Невідомий Путін».
З квітня 2018 року робить випуски на своєму офіційному ютуб-каналі «Офіційний канал Андрія Караулова». Канал має понад 1,5 млн передплатників.
24 листопада 2022 року на Андрія Караулова було заведено кримінальна справа про наклеп (128.1 УК РФ), порушена за заявою голови Держкорпорації "Ростех" Сергія Чемезова. за іншою версією,  приводом для порушення справи стала заява режисера Микити Міхалкова, який вирішив, що Караулов звинуватив його у вирубці лісів у Нижегородській області.  Переховується в ОАЕ.

## Родина
Дружини:
- Від першого шлюбу студентських років є дочка Лідія.
- Другий шлюб — Наталія Миронова, дочка драматурга і сценариста Михайла Шатрова
  - дочка Софія.
- Третій — Ксенія Караулова
  - син Василь.
- Четвертий шлюб — Юлія Мареєва.[22] До шлюбу з Карауловим вчилася в РДГУ.[23] У віці 21 року Мареєва познайомилася з Карауловим, якому було тоді 53 роки. Великий портрет Мареєвої висів у програмі «Момент істини» поруч з головою Караулова. Однак після закриття програми сім'я фактично розпалася.
- П'ятий шлюб — Варвара Прошутінська (нар. 1990), внучка відомої телеведучої Кіри Прошутінської.[24]

## Фільмографія
- «Путин как superstar» — док. фільм А.Караулова у 3-х ч., 2018